# Bengshan
Bengshan är ett stadsdistrikt i staden Bengbu i provinsen Anhui i östra Kina.
Distriktet är indelat i sju stadsdelsdistrikt, två socknar och två administrativa enheter på sockennivå.
Stadsdelsdistrikt (jiedao):

- Hongyecun (宏业村街道)
- Huangzhuang (黄庄街道)
- Longhu Xincun (龙湖新村街道)
- Qingnian (青年街道)
- Shengli (胜利街道)
- Tianqiao (天桥街道)
- Wei'erlu (纬二路街道)

Socknar (xiang):

- Xuehua (雪华乡)
- Yanshan (燕山乡)

Områden på sockennivå:

- Huaihe Shequ Xingzheng Shiwu Guanli Zhongxin 
(淮河社区行政事务管理中心)
- Hubin Shequ Xingzheng Shiwu Guanli Zhongxin 
(湖滨社区行政事务管理中心)